# Ogam
El alfabeto ogámico, también conocido como ogham u ogam, fue un alfabeto utilizado para representar los idiomas irlandés y picto sobre monumentos pétreos, en su mayoría entre los años 400 y 600 d. C. Destaca por su aspecto abstracto, formado por muescas, que hace que este alfabeto se considere para algunos investigadores como una criptografía, es decir, una manera de escribir cifrada para que fuera incomprensible a quienes conocían el alfabeto latino.
En su más simple forma, consiste de cuatro grupos de trazos o muescas, cada conjunto incluye cinco letras estructuradas a partir de una hasta cinco marcas, creando de este modo veinte grafías. Un quinto grupo de cinco símbolos llamado forfeda ("letras adicionales") fue posiblemente un desarrollo posterior.
La mayoría de las inscripciones son cortas y constan solo de nombres. De los más de cuatrocientos epígrafes conocidos, alrededor de trescientos treinta son de Irlanda.

## Historia

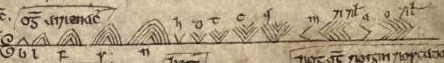
Libro de Ballymote.

### Origen
El origen del alfabeto Ogam es atribuido, en “El Libro de Ballymote”, un manuscrito medieval irlandés, a “Ogma, Cara de Sol hijo de Breas” -uno de los dioses goidelicos (irlandeses) más antiguos. De acuerdo a Luciano —en el siglo II d. C.— Ogma era representado como Hércules, con un mazo y capa de piel de león.
Como veremos, hay varias versiones del alfabeto. Uno posee más letras que los otros. Macalister sugiere que esa versión con las letras extras es similar a un alfabeto que él considera anterior al alfabeto griego, con influencia semita en que se escribe de derecha a izquierda. Este alfabeto, conocido como el Fornello-Cerveteri, se encuentra en un par de ejemplos en cerámicas italianas del siglo V a. C.
La pregunta crucial es entonces si los alfabetos Ogam son anteriores o no a ese. Macalister piensa que no, pero Graves no está de acuerdo. En su opinión, hay varios factores que sugieren una antigüedad mayor. Primero: el orden de las letras es diferente entre el Ogam y el griego, pero, seguramente, si el ogam fuera derivado del griego, el orden sería el mismo o por lo menos, muy similar. Segundo, las letras extras están acumuladas al final del alfabeto ogam y son representadas con símbolos muy diferentes a los del resto del ogam (ver más abajo). Por último, los sonidos que esas letras parecen representar serían sonidos que aparecieron más tarde en la evolución del celta. Por ejemplo, hay una letra para el sonido P, mientras que el resto del alfabeto Ogam parece ser celta-Q, que es anterior. Así pues, más que nada, esas letras extras dan la impresión de haber sido adiciones desde otro abecedario a fin de representar algunos sonidos nuevos y simplemente agregadas a un alfabeto ya existente.
De ser ese el caso, el alfabeto Ogam sería anterior al siglo V a. C. Sin embargo, de esa época no se conoce ningún ejemplo escrito.

### Uso en la antigüedad
Esto se puede deber a la manera que el alfabeto se usaba. Julio César -en sus Comentarios a la guerra de las Galias- dice que los druidas usaban al alfabeto latino o griego incluso en sus escritos sagrados, por “temor que (el de ellos) llegara a vulgarizarse y que la memoria de los sabios (o estudiantes) pudiera decaer”. Según Graves, Macalister “demuestra que el Ogam nunca se usó en inscripciones públicas hasta que el druidismo empezó a decaer”.
Así pues, parece que mensajes en este lenguaje fueron siempre considerados algo muy reservado. Se ha agregado que los ejemplos que conocemos del Ogam (veinte letras ordenadas en cinco grupos de cuatro letras) sugiere que se usaban a fin de poder comunicarse secretamente, incluso en público, asignando valores representativos a ciertas posiciones o gestos, por ejemplo, de las manos o dedos. En crónicas celtas posteriores (por ejemplo, el Libro de Ballymote o el Libro de Taliesin) se hacen referencias a Cos-ogham ("ogam de la pierna") y Sron-ogham ("ogam de la nariz"), lo que sugiere que tal uso no se restringía solo a la mano o los dedos.

## Alfabeto

### Orden

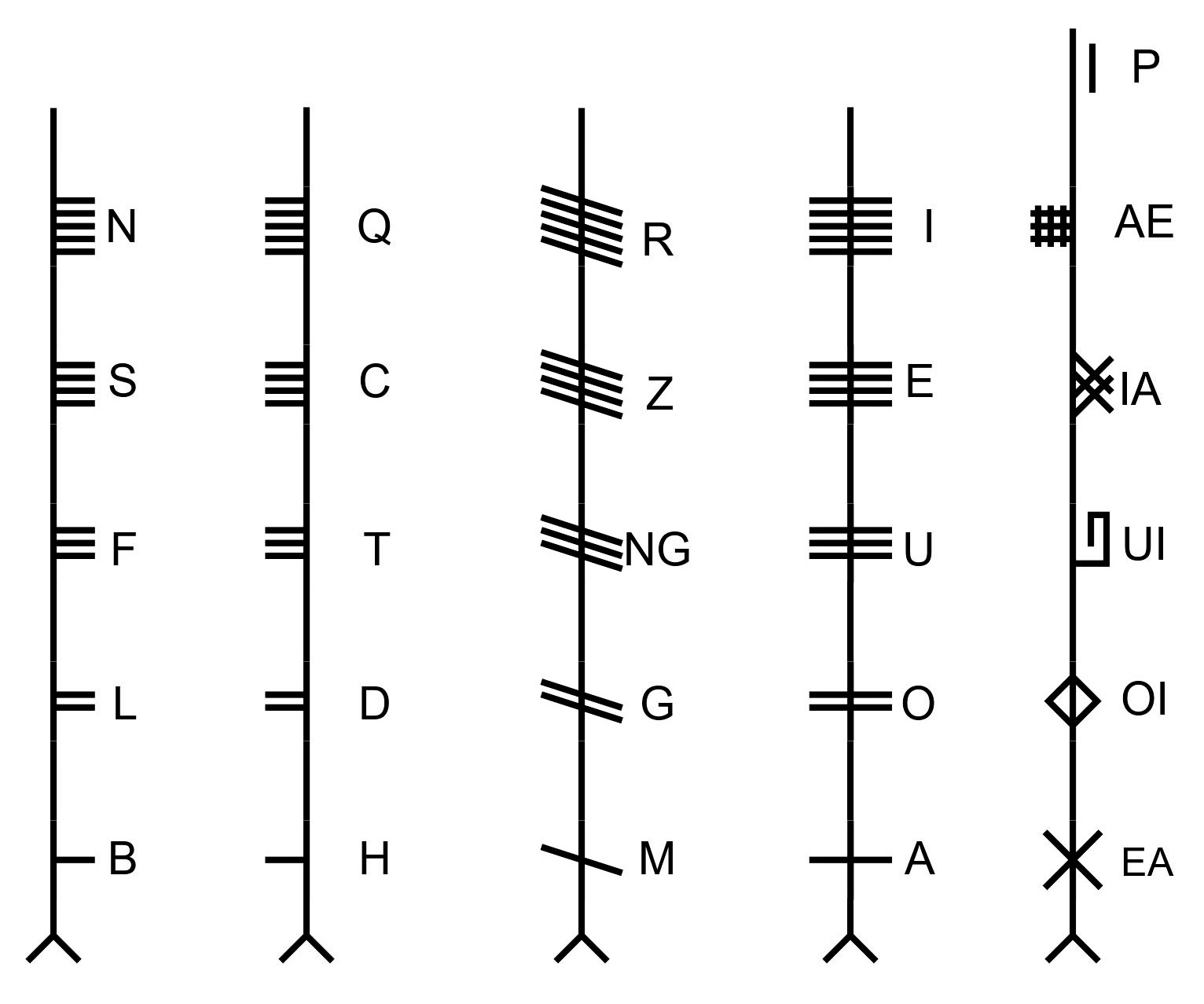
Disposición ordenada de las letras

Esta representación es estándar, nótese que empieza por abajo a la izquierda: las primeras letras son: B, L, N, etc (por lo que algunos lo llaman Bethluisnion en lugar de abecedario) En su más simple forma, consiste de cuatro grupos de trazos o muescas; cada conjunto incluye cinco letras, formadas de una a cinco marcas, creando de este modo 20 grafías. Un quinto grupo de cinco símbolos, llamado forfeda ("letras adicionales"), fue posiblemente un desarrollo posterior.
El nombre de sus letras corresponde por lo general a nombres de árboles, por lo que se llamó también a su abecedario "Alfabeto de los Árboles". Esta situación se debe, según Robert Graves, a que el sistema de escritura Ogam se fundaba en una serie de resonancias y correspondencias cuyo conocimiento se reservaba para los sabios: en suma, que el hoy mero saber escribir requería entonces niveles profundos de conocimientos culturales emic o indígenas (mitología, técnica, ciencia, etc) célticos. Quizás sea de interés notar que esa costumbre continúa hasta el presente: el nombre de las letras en irlandés moderno todavía nombra árboles (y, en su mayoría, corresponden a los nombres tradicionales que se darán aquí).

### Letras
El uso del ogam parece haber sido considerado un secreto reservado casi exclusivamente para comunicaciones entre los "sabios entre los sabios" de los celtas (ya sean druidas o bardos) dado que, se suponía, daba acceso a secretos o conocimientos profundos. Así, por ejemplo, incluso el nombre de las letras no se daba directamente, sino a través de una serie de kennings (poéticas y elaboradas perífrasis como enigmas que eludían / aludían a una sola palabra) que, se supone, comenzaban a dar al estudiante acceso a ese conocimiento. Los kennings están organizados en BrÃatharogam ("Ogam Palabra") de los cuales se conocen tres ejemplos (los "kenings" se dan en su original irlandés, con glosa castellana. A la izquierda se da, primero, la letra que se supone corresponde, y, segundo, el nombre. Esos nombres en su mayoría son nombres de árboles, como se verá más abajo).
| Letras | Letras | Letras | Letras               | BrÃatharogam Morainn mac MoÃn                 | BrÃatharogam Maic ind �c                    | BrÃatharogam Con Culainn                           |
|        | ᚁ      | B      | Beithe               | f»ochos foltchain "pie seco, fino pelo"       | glaisem cnis "piel más gris"                | maise malach "belleza de la ceja"                  |
|        | ᚂ      | L      | Luis                 | lÃ s�Ÿla "brillo del ojo"                     | carae cethrae "amigo del ganado"            | l�Ÿth cethrae "sostén del ganado"                  |
|        | ᚃ      | F      | Fern                 | airenach fÃan "vanguardia de guerreros"       | com»t lachta "contenedor de leche"          | dÃn cridi "protección del corazón "                |
|        | ᚄ      | S      | Sail                 | lÃ ambi "palidez de un sin vida"              | l�Ÿth bech "alimento de abejas"             | tosach mela "comienzo de la miel"                  |
|        | ᚅ      | N      | Nin                  | costud sÃde "establecimiento de la paz"       | b∑g ban "vanagloria de mujeres"             | b∑g maise "vanagloria de la belleza"               |
|        | ᚆ      | H      | Dath                 | cond∑l c�Ÿan "junta de jaurías de caza"       | b∑nad gn�Ÿise "empalidecimiento de caras"   | ansam aidche "más difícil en la noche"             |
|        | ᚇ      | D      | Dair                 | ardam dosae "el más alto de los árboles"      | gr»s soÃr "artesanía del artesano"          | slechtam soÃre "la más decorada de las artesanías" |
|        | ᚈ      | T      | Tinne                | trian roith "un tercio de la rueda"           | smiur g�Ÿaile "la médula del carbón"        | trian n-airm "un tercio de un arma"                |
|        | ᚉ      | C      | Coll                 | caÃniu fedaib "el más hermoso de los árboles" | carae bl€esc "amigo de las nueces"          | milsem fedo "el más dulce de los árboles"          |
|        | ᚊ      | Q      | Cert                 | clithar baiscill "refugio de un [¿lunatico?]" | brÃg anduini "sustancia del insignificante" | dÃgu fethail "la pelusa de una manta"              |
|        | ᚋ      | M      | Muin                 | tressam fedmae "el más fuerte en el esfuerzo" | ∑rusc n-airlig "provervio de la matanza"    | conar gotha "camino de la voz"                     |
|        | ᚌ      | G      | Gort                 | milsiu f»raib "el pasto más dulce"            | ined erc "vega de agrado"                   | s∑sad ile "alimento de multitudes"                 |
|        | ᚍ      | GG     | G»tal                | l�Ÿth lego "comida de sanguijuela"            | »tiud midach "ruina de los médicos"         | tosach n-»chto "comienzo de la matanza"            |
|        | ᚎ      | Z      | Straif               | tressam r�Ÿamnai "el colorante más fuerte"    | m€rad r�Ÿn "aumento de secretos"            | saigid n»l "búsqueda de nubles"                    |
|        | ᚏ      | R      | Ruis                 | tindem rucci "el rubor más fuerte"            | r�Ÿamnae drech "enrojecimiento de caras"    | bruth fergae "brillo de la rabia"                  |
|        | ᚐ      | A      | Ailm                 | ardam Ãachta "queja más fuerte"               | tosach frecrai "comienzo de respuesta"      | tosach garmae "comienzo de llamada"                |
|        | ᚑ      | O      | Onn                  | congnaid ech "quien hiere a los caballos"     | f»them soÃre "artesanía más fina"           | l�Ÿth fÃan "[herramienta] de bandas de guerreros"  |
|        | ᚒ      | U      | Dr                   | �Ÿaraib adbaib "en casa helada"               | sÃlad cland "propagación de las plantas"    | forbbaid ambÃ "sudario del sin vida"               |
|        | ᚓ      | E      | Edad                 | »rgnaid fid "árbol con entendimiento"         | commaÃn carat "cambio de amigos"            | br∑thair bethi (?) "hermano del betulo" (?)        |
|        | ᚔ      | I      | Idad                 | sinem fedo "el más viejo de los árboles"      | caÃnem sen "el mejor de los ancianos"       | l�Ÿth lobair (?) "energía del enfermo" (?)         |
|        | ᚕ      | EA     | &bad                 | sn∑mchaÃn feda "la letra que nada bien"       | cosc lobair "[¿advertencia?] del enfermo"   | caÃnem »co "el más bello de los peces"             |
|        | ᚖ      | OI     | [[�r (letter)\|�ir]] | sruithem aicde "sustancia venerable"          | lÃ crotha "esplendor de la forma"           |                                                    |
|        | ᚗ      | UI     | Uillenn              | t�Ÿthmar fid "árbol fragante"                 | cubat oll "gran codo/ cubito"               |                                                    |
|        | ᚘ      | IO     | IphÃn                | milsem fedo "árbol más dulce"                 | amram mlais "sabor magnífico"               |                                                    |
|        | ᚙ      | AE     | Emancholl            | l�Ÿad s∑ethaig "queja del enfermo"            | mol galraig "queja del enfermo"             |                                                    |

### Traducción de los nombres
Las correspondencias al castellano son como sigue:
| Letra  | Nombre celta | Traducción directa |
| ------ | ------------ | ------------------ |
| B      | Beth         | Abedul             |
| N      | Nion         | Fresno             |
| F      | Fearn        | Aliso              |
| S      | Saille       | Sauce              |
| H      | Uath         | Espino             |
| D      | Duir         | Roble              |
| T      | Tinne        | Acebo              |
| C      | Coll         | Avellano           |
| Q      | Qert         | Manzano            |
| M      | Muin         | Vid                |
| G      | Gort         | Hiedra             |
| NG (ñ) | Ngetal       | Caña/Junquillo     |
| Z      | Straif       | Endrino            |
| R      | Ruis         | Saúco              |
| A      | Ailn         | Abeto              |
| O      | Onn          | Aliaga             |
| U      | Ur           | Brezo              |
| E      | Eadha        | Álamo blanco       |
| I      | Idho         | Tejo               |

## Unicode
El ogam se agregó al estándar Unicode en septiembre de 1999 con el lanzamiento de la versión 3.0.
Los nombres dados provienen de una estandarización que data de 1997, utilizada en este estándar Unicode y en el estándar irlandés 434:1999.
El bloque Unicode para ogam es U+1680 - U+169F.
| Ogham Official Unicode Consortium code chart (PDF)                                  |   |   |   |   |   |   |   |   |   |   |   |   |   |   |   |   |
|                                                                                     | 0 | 1 | 2 | 3 | 4 | 5 | 6 | 7 | 8 | 9 | A | B | C | D | E | F |
| U+168x                                                                              |   | ᚁ | ᚂ | ᚃ | ᚄ | ᚅ | ᚆ | ᚇ | ᚈ | ᚉ | ᚊ | ᚋ | ᚌ | ᚍ | ᚎ | ᚏ |
| U+169x                                                                              | ᚐ | ᚑ | ᚒ | ᚓ | ᚔ | ᚕ | ᚖ | ᚗ | ᚘ | ᚙ | ᚚ | ᚛ | ᚜ |   |   |   |
| Notas Desde la versión Unicode 13.0 Las áreas grises indican segmentos no asignados |   |   |   |   |   |   |   |   |   |   |   |   |   |   |   |   |

## Véase también

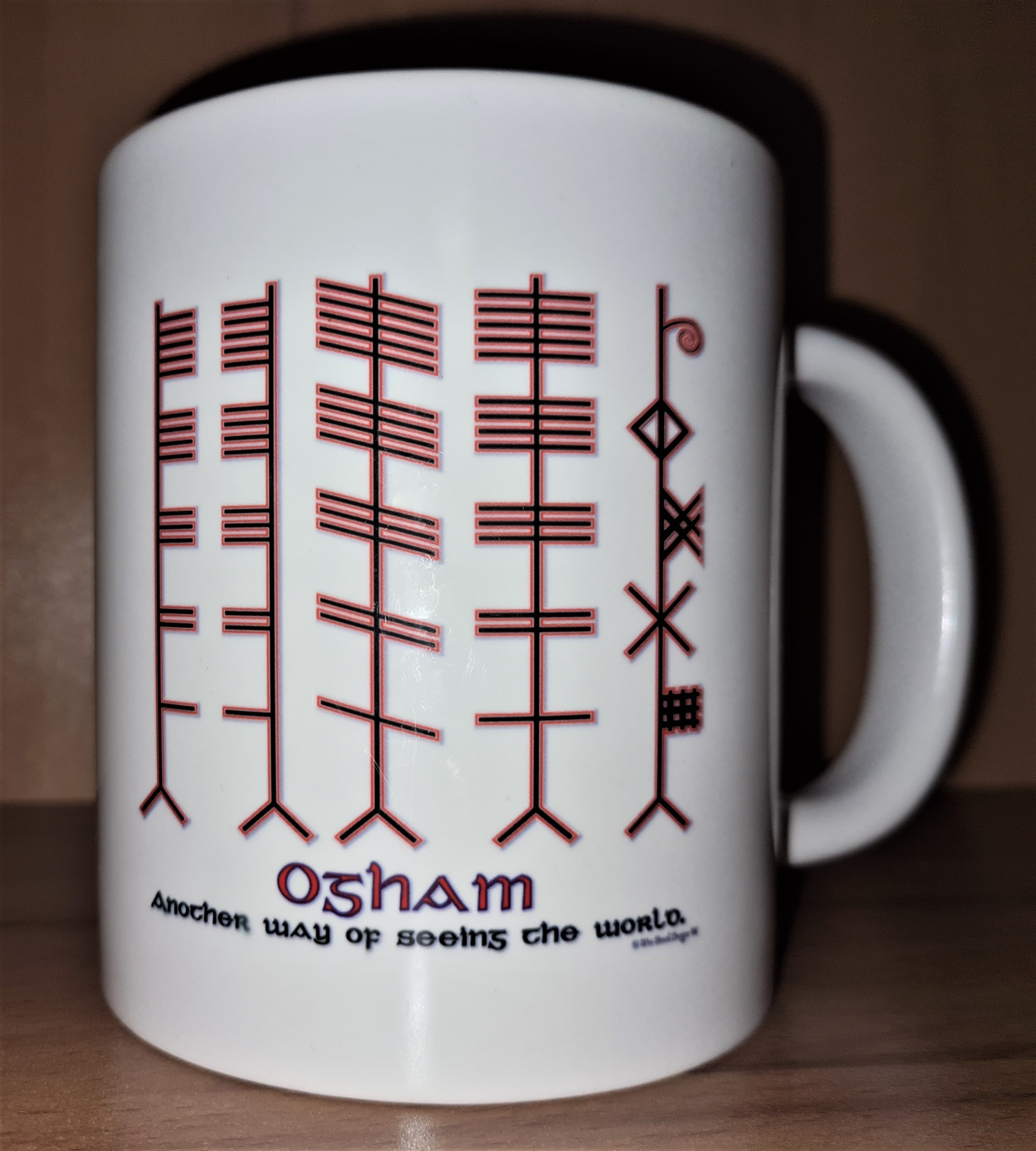
Alfabeto ogam en una taza